# Microterangis
Microterangis é um gênero botânico pertencente à família das orquídeas (Orchidaceae). É composto por sete espécies pequenas, de flores minúsculas porém ocasionalmente vistosas, originárias de Comores e Madagascar.

## Etimologia
O nome deste gênero deriva da latinização de duas palavras gregas: micros, que significa "pequeno", e angos, que significa "vaso" ou "urna", referindo-se à pequenez de suas flores.

## Distribuição
De suas sete espécies, três provém de Madagascar, três de Comores, e uma existe em ambos.

## Descrição
São plantas epífitas, monopodiais, de tamanho pequeno, com folhas verdes de espessura variável. As inflorescências costumam ser múltiplas e comparativamente longas, comportando muitas flores bem pequenas e que abrem quase simultâneamente. Suas flores são geralmente esverdeadas, amareladas, ocre ou laranja. Como todas nesta subtribo, apresentam um nectário no labelo.

## Histórico
Entre 1878, Reichenbach descreveu uma espécie de orquídea, então desconhecida, recém encontrada em Comores, com o nome de Angraecum hildebrandtii. Até 1985, ele descreveu mais duas, Angraecum boltonii e Saccolabium humblotii. Estas foram as primeiras três espécies conhecidas hoje classificadas neste gênero.
Em 1918, Schlechter, em sua revisão de plantas relacionadas ao gênero Angraecum revisou a classificação destas três plantas descritas anos antes por Reichenbach e estabeleceu um novo gênero para elas: Chamaeangis o qual estava subdido em duas secções, sendo uma delas a secção Microterangis. Em 1985 Senghas propôs a elevação desta secção ao nível de gênero e escolheu a Microterangis hariotiana como sua espécie-tipo.
A maioria das espécies deste gênero são pouco conhecidas e ainda menos estudadas. É possível que o número de espécies aceitas diminua no futuro. Estudos moleculares sugerem que as espécies Microterangis hariotiana e Microterangis hildebrandtii deveriam ser incluídas no gênero Aerangis.